# Protochromadora scampae
Protochromadora scampae är en rundmaskart som först beskrevs av Coles 1965.  Protochromadora scampae ingår i släktet Protochromadora och familjen Chromadoridae. Inga underarter finns listade i Catalogue of Life.